# Розенхольм (замок)
Розенхольм (дат. Rosenholm Slot) — старинный замок в Дании. Находится в регионе Центральная Ютландия в коммуне Сюддюрс на полуострове Дьюрслан, немного к северу от поселения Хорнслет, в 25 км к северо-востоку от города Орхус. Главное здание замкового комплекса является одной из самых роскошных и живописных дворянских резиденций Датского королевства. С момента своего основания в 1559 году Розенхольм находился во владении семьи Розенкрантц, а поместье является старейшей семейной фермой в Дании. Сегодня замок и парк принадлежат частному фонду, которым управляют члены семьи Розенкрантц. По своему типу комплекс относится к замкам на воде.

## История

### Ранний период
В Средние века на месте нынешнего замка находилось главное здание крупной фермы. Оригинальное название фермы встречается в нескольких вариантах: Holm, Holme или Holmgård. В письме 1609 года упоминается дворянин Byrre Slaggel fon Holm, который жил около 1250 и владел окрестными землями. Это самый ранний из известных хозяев поместья. Позже имение перешло во владение роду фон Петц (Peetz). В документе о сделках с землёй от 1416 года дворянин Андерс фон Петц упоминается как хозяин земли и фермы. 
Семья фон Петц владела фермой до начала XVI века. Последней была вдова Лауридса фон Петца, которая управляла фермой своего зятя Педера Краббе. Точных сведений об господском доме не сохранилось. Остатки балок и несколько камней из фундамента были обнаружены в поле на расстоянии около 300 метров к северо-востоку от нынешнего замка. Вероятно, там могла находится прежняя резиденция. Во время раскопок в 1930-е годы в углу нынешнего комплекса был обнаружен прочный фундамент из валунов. Возможно, это также остатки первоначального главного здания.

### Основание замка и его первые владельцы

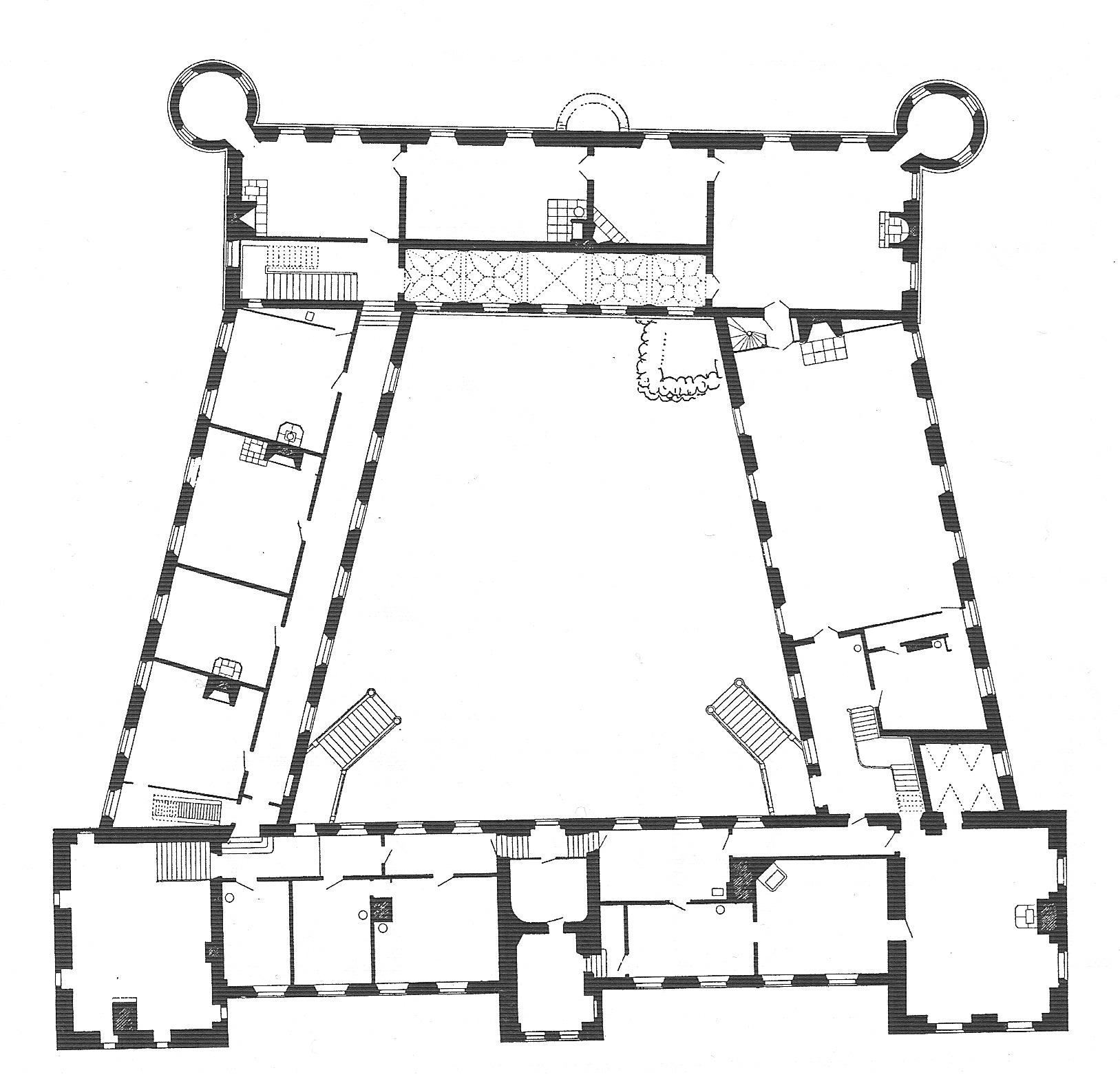
План замка Розенхольм

В 1516 году поместье перешло под контроль епископа Орхуса. Поэтому позднее в период Реформации имение, как и все другие церковные владения, было секуляризировано и включено в состав королевских земель. Однако король Фредерик II хотел укрупнить коронные владения вокруг замка Скандерборг. В результате в 1559 году он обменял поместье Хольм со всеми постройками на земли дворянина Йоргена Оттесена фон Розенкрантца (1523–1596). Новый собственник сначала решил обосноваться в замке Скабигард (Skaføgård), расположенном около семи километров к северо-востоку от Хольма. Но вскоре Розенкрантц решил возвести замок на его нынешнем месте. Резиденция получила название Розенхольм и уже в 1559 году начались масштабные строительные и земляные работы.
Йорген Оттесен Розенкрантц был не просто богатым дворянином, но и влиятельным государственным деятелем. Он заседал в Государственном совете четыре десятилетия и закончил свою политическую карьеру в статусе главы правительства во время правления юного Кристиана IV. Таким образом, будучи главой опекунского совета, Розенкрантц фактическим являлся правителем Дании в период с 1594 по 1596 год. Его сын Хольгер фон Розенкрантц (1574-1642) также был влиятельным королевским советником. Но главную славу Хольгеру принесли его таланты богослова и философа. В Розенхольме он собрал знаменитую коллекцию книг из несколько тысяч томов. К сожалению, её значительная часть оказалась утрачена во время войн XVII века, а остатки были проданы с аукциона в 1682 году. Помимо прочего Хольгер фон Розенкрантц создал в Розенхольме учебное заведение, которым сам несколько лет и руководил. Примечательно, что образование здесь могли получать не только дворяне, но также дети богатых горожан. В школе за 20 лет её существования успели завершить обучение около 70 юношей. 
В третьем поколении владельцем Розенхольма оказался Эрик фон Розенкрантц (1612–1681). После трёх последовательных браков на богатых наследницах он многократно увеличил своё состояние. Одновременно Эрик стал знаменит как алхимик. Ему наследовали сначала третья супруга, а затем дочь и внучка.

### XVIII век
В 1727 году владельцем замка стал Ивер Розенкрантц (1674–1745). Как и многие из его предков, он стал высокопоставленным чиновником. В 1730 году Ивера назначили государственным министром иностранных дел. В том числе и поэтому владелец Розенхольма решил обновить замковый комплекс, чтобы тот ещё более соответствовал статусу хозяина. В первую очередь масштабной реконструкции подверглись интерьеры замка. Прежние оставались без особых изменений почти 150 лет.
Правда, большую часть времени Ивер Розенкрантц проживал в Копенгагене в резиденции в районе Слотсхольмсгад. Лишь выйдя в отставку в 1740 году он продал столичный особняк и обосновался в родовом замке. После переезда владельца в Розенхольм вновь развернулись работы по отделке интерьеров в стиле барокко. В здании появились массивные двери из дуба, великолепные гобелены, кожаные обои c золотым тиснением, камины с резными гербами и многое другое. Стены залов были украшены портретами выдающаяся членов семьи Розенкрантц и датских королей. В основном проекты по модернизации готовил архитектором Лауридс де Тур. Ивер Розенкранц был также страстным любителем садов и много внимания уделял обустройству окружающего парка. Там появились липовые аллеи, изгородями из бука и пр.. В конце жизни Ивер Розенкрантц выпустил специальное повеление, согласно которому замок и имение должны были оставаться неделимой собственностью, даже если кто-то из его потомков будет иметь несколько сыновей.
Как ни парадоксально, но сразу после реставрации и модернизации Розенхольм, ставший весьма комфортной по тем временам резиденцией, оказался в запустении. Сын Ивера Фредерик Кристиан Розенкрантц (1724—1802) не любил родовой замок. Он побывал здесь в последний раз в 1749 году и больше ни разу не приезжал. После его смерти в 1802 серьёзно встал вопрос о наследовании. Единственный сын Фредерика Кристиана умер ещё в 1787 году. 
После долгих разбирательств Розенхольм достался дальнему родственнику одной ветвей рода Розенкрантц барону Иверу Розенкрантцу-Леветцау (1740-1815). Причём Фредерику Кристиану этот вынужденный наследник никогда не нравился. Сам замок Розенхольм, десятилетиями остававшийся без надлежащего ухода, очень обветшал. Непрочность строений к начале XIX века стала столь очевидной, что рассматривался даже вопрос о сносе замка. Помимо всего прочего, после государственного банкротства в 1813 году барон Розенкрантц погряз в долгах. Но до сноса замкового комплекса дело к счастью так и не дошло.
Очередным собственником Розенхольма в 1831 году стал барон Ханс Хенрик Розенкрантц (1806–1879) — племянник прежнего хозяина. Он также испытывал материальные затруднения, но всё же сумел начать в замке неотложные ремонтные работы. Правда, для этого пришлось продать часть художественной коллекции. Реставрацию проводил архитектор Карл Ланге. Новый собственник смог успешно организовать управление прилегающими сельскохозяйственными угодьями и наладить успешную работу фермы по разведению мясо-молочного скота.
После смерти Ханса Хенрика Розенкрантца имение и замок унаследовал его 9-летний внук, граф Ханс Розенкрантц (1870–1936). В силу его малолетства реальным управлением обширной собственностью занимался опекунский совет. Только в 1896 Ханс Розенкрантц стал самостоятельно распоряжаться в своих владениях.

### XX век
Ханс Розенкрантц продолжил работы своего деда по благоустройству парка и реконструкции замка. Строительными работами руководил архитектор Аксель Берг. Была реконструирована надвратная башня (торхаус), а на месте снесённых конюшен перед главным зданием появился новый особняк. Ханс Розенкрантц с 1899 года был женат на графине Кристиане Ведель-Ведельсборг. Под влиянием супруги новая резиденция была возведена в английском стиле. Семья проживала в Розенхольме, как правило, только в летнее время. Остальную часть года супруги жили в Копенгаген, так как Ханс должен был там исполнять обязанности регионального директора Национального банка Дании и одновременно директора школы-интерната Херлуфсхольм.
После смерти Ханса Розенкрантца в 1936 году возникла сложная ситуация. Серьёзно изменилось налоговое законодательство и законы о наследовании. Ханс Розенкрантц оставил после себя четырёх сыновей и каждый из них имел равные права на имущество отца. Старший сын Йорген, у которого были проблемы со здоровьем, не хотел брать на себя управление имением. Однако именно ему пришлось возглавить семейный фонд по управлению собственностью. Его младший брат Хольгер пытался занять место управляющего, но из-за кризиса в сельском хозяйстве 1930-х годов он не смог бы выплатить обязательную компенсацию другим наследникам. В результате после почти 400 лет владения имением Розенхольм одной семьёй пришлось пойти на продажу собственности. В 1938 году в состав поместья входили: 548 акров леса, 350 акрах обрабатываемой земли, 515 акров пастбищ и, наконец, торфяные болота и луга площади около 300 акров. 
К счастью, сам замок и окружающий его парк остались в руках семьи Розенкрантц. Правда, необычным образом. Первая жена Ханса Розенкрантца, графиня Кристиан Розенкрантц (урождённая Ведель-Веделлсборг), вынуждена была покинуть Розенхольм после развода пары в 1920 году. Но она на собственные средства приобрела замок с парком. Существовал риск, что ценная антикварная мебель из замка также будет продана с аукциона. Поэтому музей Фредериксборга при финансовой поддержке Фонда Карлсберга решил выкупить большую часть уникальной коллекции. При этом было решено, что почти вся мебель оставалась на хранении в замке Розенхольм, которое, в свою очередь, должен был стать открытым для посещения публикой. Однако значительная часть портретов, а также некоторая мебель и были отправлены в музей Фредериксборг в Хиллерёде. Зато Розенхольм стал одним из первых замков в Дании, который открыли для туристов. Поначалу только в летние месяцы. При этом замок оставался жилым вплоть до смерти графини Кристиан Розенкрантц в 1960 году.
После смерти Кристиан Розенкрантц вопросами управления замком стал заниматься Хольгер Розенкратц и его супруга, баронесса Карин Розенкрантц. На поддержание всех строений в хорошем состоянии ежегодно требовались значительные суммы. его обслуживание по-прежнему требовались большие суммы денег. При этом Хольгер Розенкрантц, желая придерживаться семейных традиций, каждое лето проводил в Розенхольме. Правда проживал с семьёй не в самом замке, а в старинном здании в парке. 
Хольгер Розенкрантц скончался в 1975 году. Его вдова занималась вопросами управления недвижимостью до своей смерти в 1996 году. Но ещё до этого времени её сын и единственный наследник Кристиан Розенкрантц основал специальный некоммерческий фонд. В настоящее время именно эта организация, Фонд Розенхольм, владеет замком и парком.

## Описание замка
Йорген Розенкрантц построил Розенхольм как очень крупный комплекс зданий. Кроме того, было выкопано множество рвов, в результате чего образовались сразу три острова. На первом был построено сам замок, на втором — конюшня и хозяйственные постройки, а также садовый павильон «Пиркентавль», на третьем — хлев, где содержался домашний скот: коровы, свиньи и т. д..
Главное здание замка состоит из четырёх частей, построенных вокруг двора трапециевидной формы. Строительство шло поэтапно. Каждое новое крыло начинали строить, только завершив возведение предыдущего. Поэтому работы затянулись на полвека.

### Восточное крыло и «Пиркентавль»

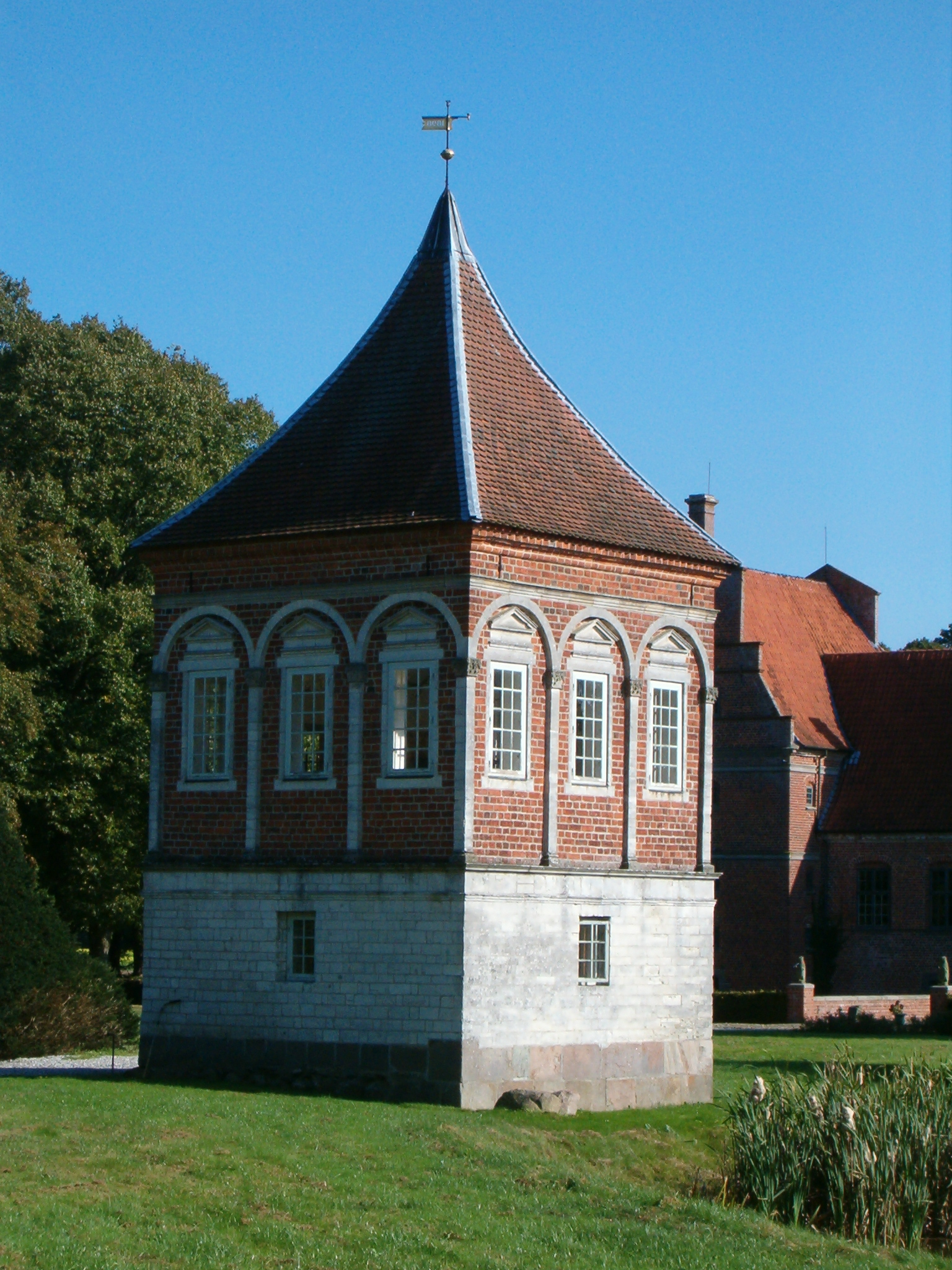
Павильон «Пиркентавль», старейшее из подобных сооружений в Дании

Самым старым является восточное крыло. Частично его фасад напоминает такие замки, как Борребю, Хесселагергард и Эгесков. По краям здания возвели круглые угловые башни. При этом внутри (со стороны двора) сделали открытую лоджию с колоннадой. За пример были взяты итальянские палаццо. По аналогии с ними проектировали и фронтоны, которые в Дании можно увидеть только в якорной кузнице Фредерика II (позже перестроенной в Хольменскую церковь). В здании не стали делать бойницы или другие пристройки фортификационного назначения. Здание изначально создавалось как шикарная резиденция, а не крепость. Таким образом, восточное крыло замка для той поры можно считать новаторским в плане датской архитектуры. 
Завод оставался однокрылым около десятилетия. Но одновременно был построен садовый павильон «Пиркентавль». Он назван в честь известной в то время настольной игры и является старейшим сохранившимся садовым павильоном в Дании. В начале XX века считалось, что именно в нём проходили занятия учеников школы Розенхольма. Но на самом деле учёба проходила в самом замке.

### Западное крыло
Второе крыло, которое было построено, было параллельным первому. Западное крыло также называют парадным, так как именно через него можно было попасть в замок. Новое здание дом построили без какой либо связи со старым крылом. Такое параллельное размещение корпусов одной усадьбы были обычным явлением в ту эпоху. Сохранившимся примером является усадьба Дамсбо на острове Фюн. 
Западное крыло Розенхольма явно вдохновлено зданиями, характерными для архитектуры французского Ренессанса. В частности, здание чётко делиться на части. Фактически эта часть замка состоит из пяти сооружений: двух высоких зданий, двух более низких средних зданий и центральной высокой надвратной башни торхауса с медными шпилями . В боковых частях созданы фронтоны того же типа, что и в восточном крыле. В отличие от восточного крыла, которое строили из жжёного кирпича прямо на песчаном грунте, западное крыло имеет прочный фундамент и цокольный этаж из гранитных блоков. 
При строительстве использовали материалы из снесённых старинных церквей. Поэтому в цокольном этаже можно насчитать 22 подоконника в романском стиле. Эти фрагменты явно ранее принадлежали церквям. Обычная романская деревенская церковь имела примерно семь окон. Поэтому можно уверенно говорить, что в кладке Розенхольма использовались элементы по крайней мере трёх церквей. Обрамление ворот, ведущих во двор замка, также сделано из переработанных крупных каменных блоков, также бывших ранее опорами церквей в романском стиле. В центре внутреннего двора замка ранее также находилась романская купель для крещения, переделанная в чашу, используемую как цветочная клумба. 

### Северное крыло
Компоновка с двумя отдельными крыльями простояла примерно десятилетие. Но около 1580 года Йорген Розенкрантц решил замкнуть контур зданий. Сначала при помощи Северного крыла. Это здание серьёзно отличалось от двух старых зданий. Здесь всего два этажа. Со стороны двора строители придали ему особый вид — кирпичная кладка сделана особым способом, которые напоминают узор «ёлочка». Подобная кладка использовалась при возведении расположенной поблизости усадьбы Скафёгард, которую построил Йорген Розенкрантц в 1579 году. После постройки этого крыла Розенхольм потерял симметрию.

### Южное крыло
Эту часть замка строил уже Хольгер Розенкранц, сын основателя комплекса. Работы велись около 1610 года. Это крыло получилось самым скромным в плане оформления и внешних украшений. С возведением южного здания замок стал выглядеть как завершённый объект.

## В массовой культуре
Розенхольм оказался очень известен в Дании после того, как в 1986 году начался показ сериала «Рождество в замке», снятый режиссёром и продюсером Мартином Мие-Ренаром. Сериал о несчастном короле (Мортен Грюнвальд), его сестре Федорике (Лили Вайдинг), его дочери принцессе Миамайе (Ханне Стенсгаард) и принце Валентине (Йенс Захо Бёй) снимался в основном в Розенхольме. Всего вышло 24 серии.

## Галерея

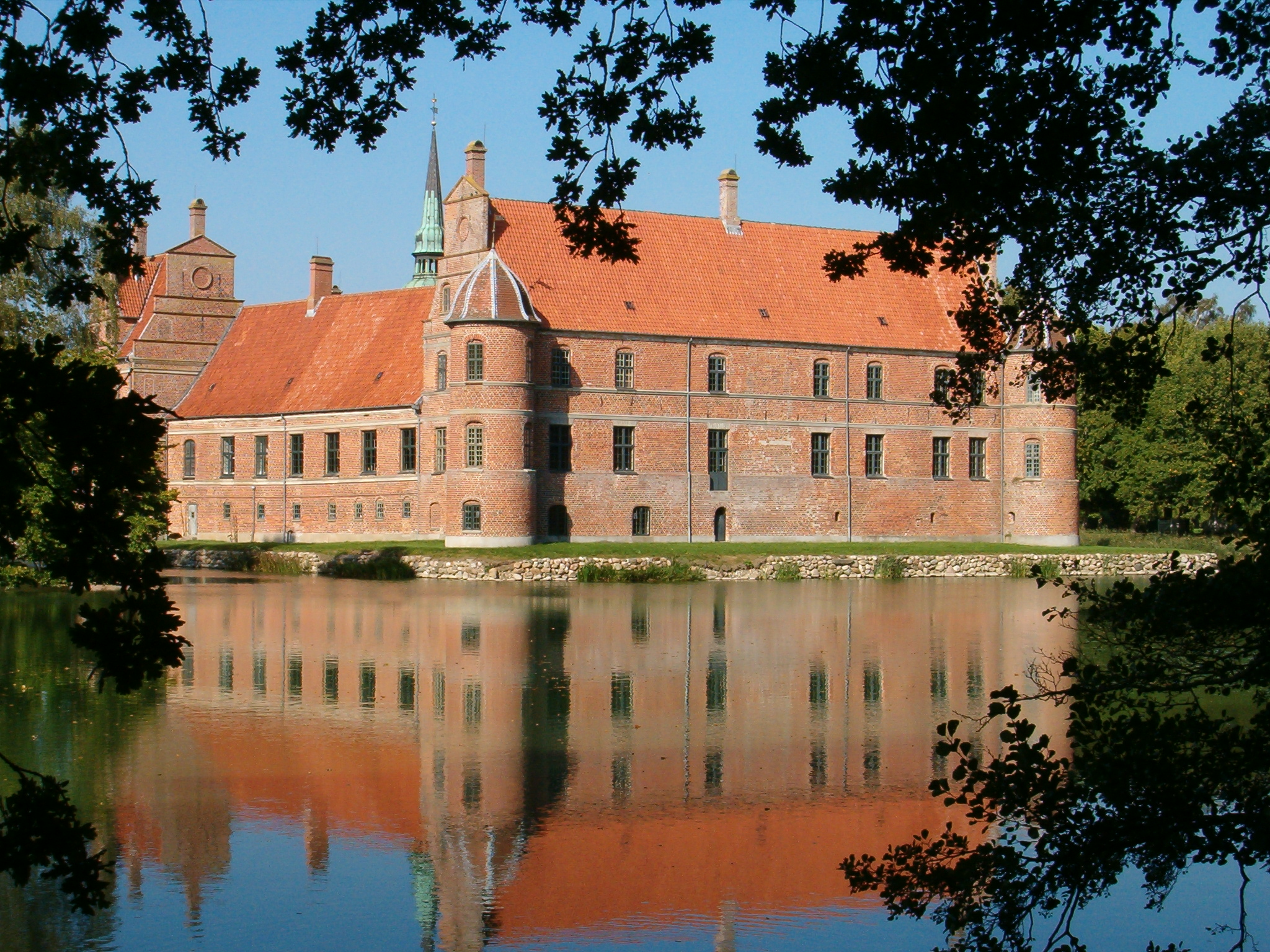
Вид замка с южной стороны
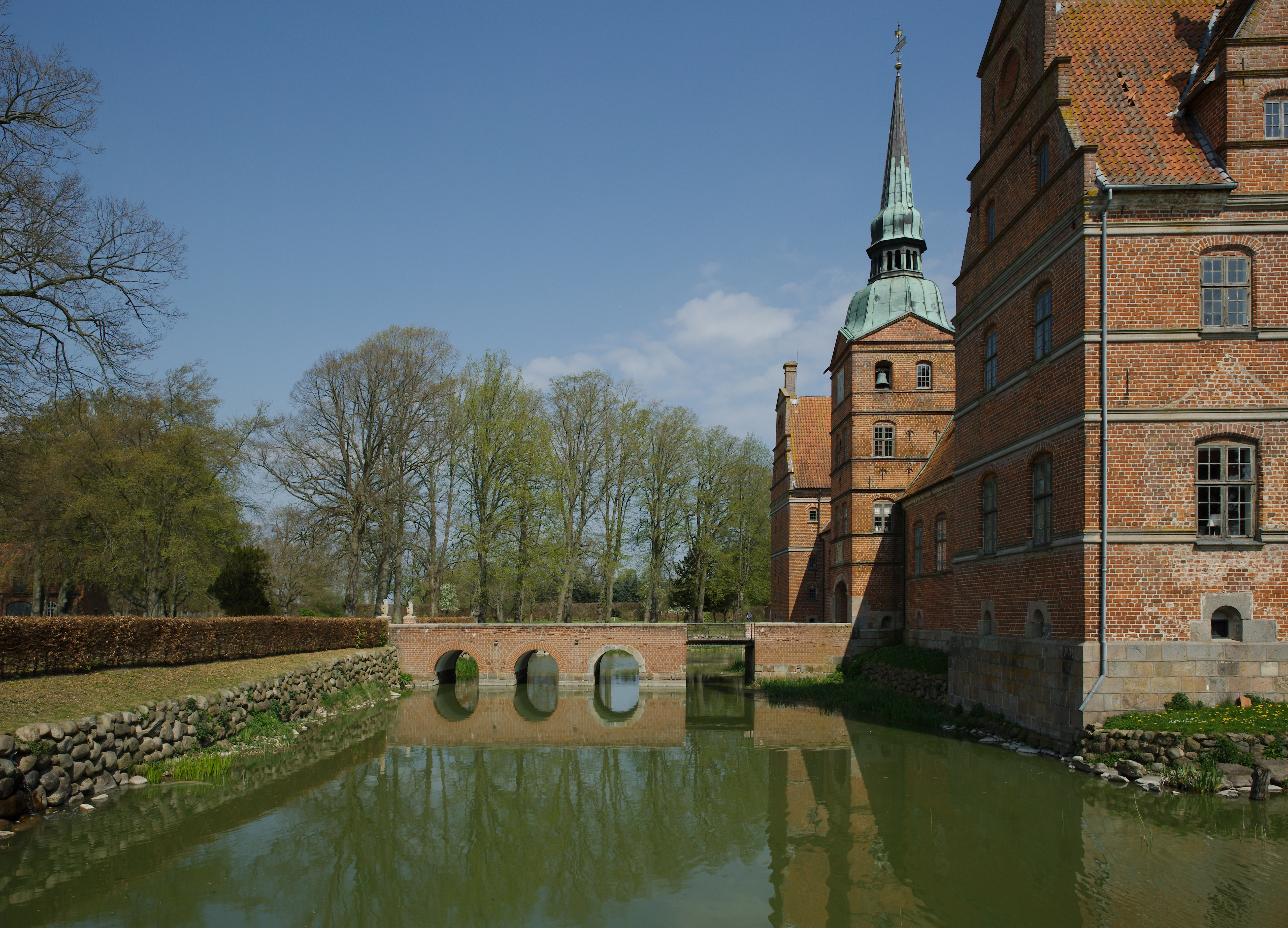
Каменный мост, ведущий в замок
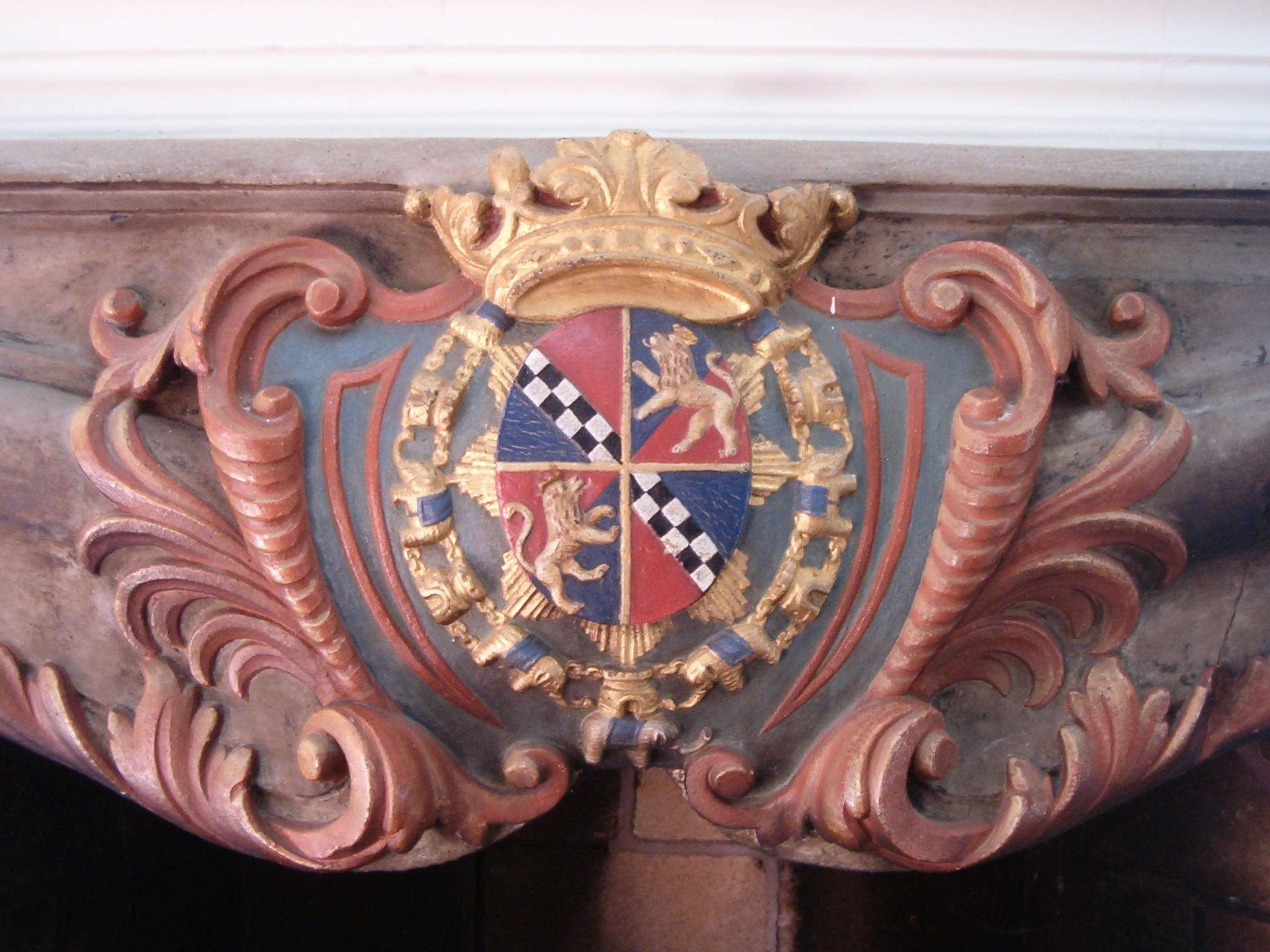
Герб рода Розенкрантц на фасаде
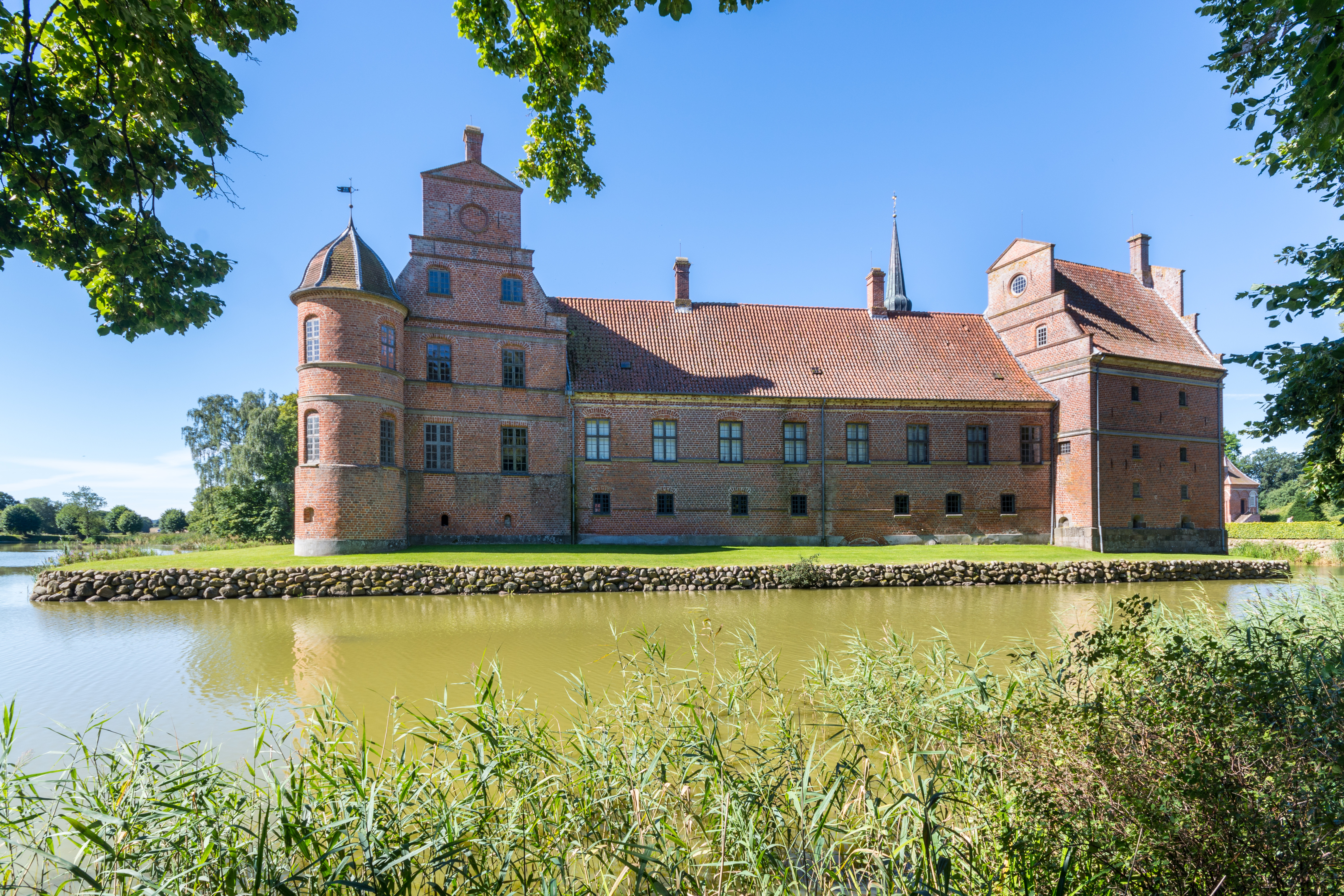
Вид замка с северной стороны
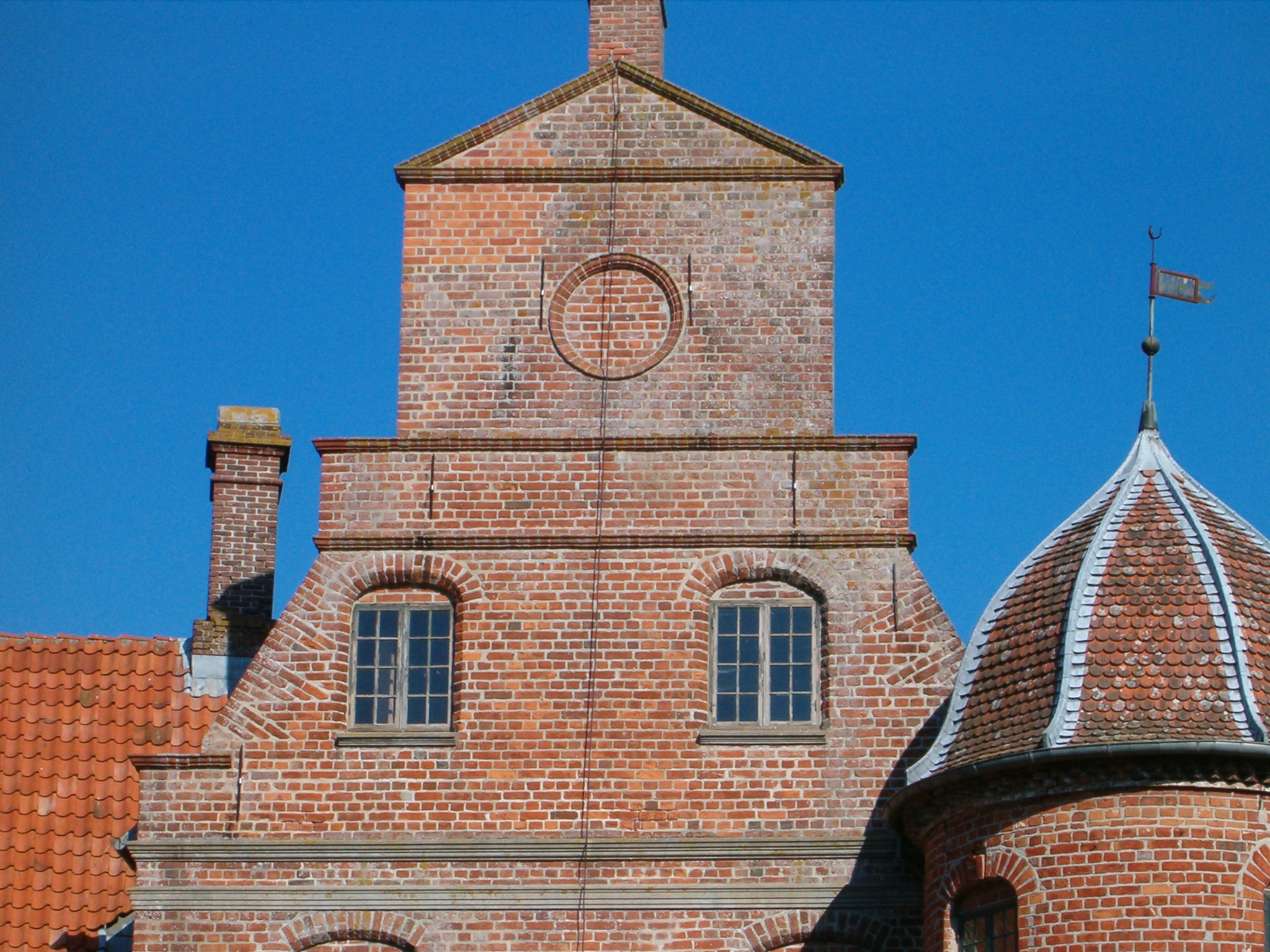
Фрагмент замкового фасада